# Lehoczky Tivadar

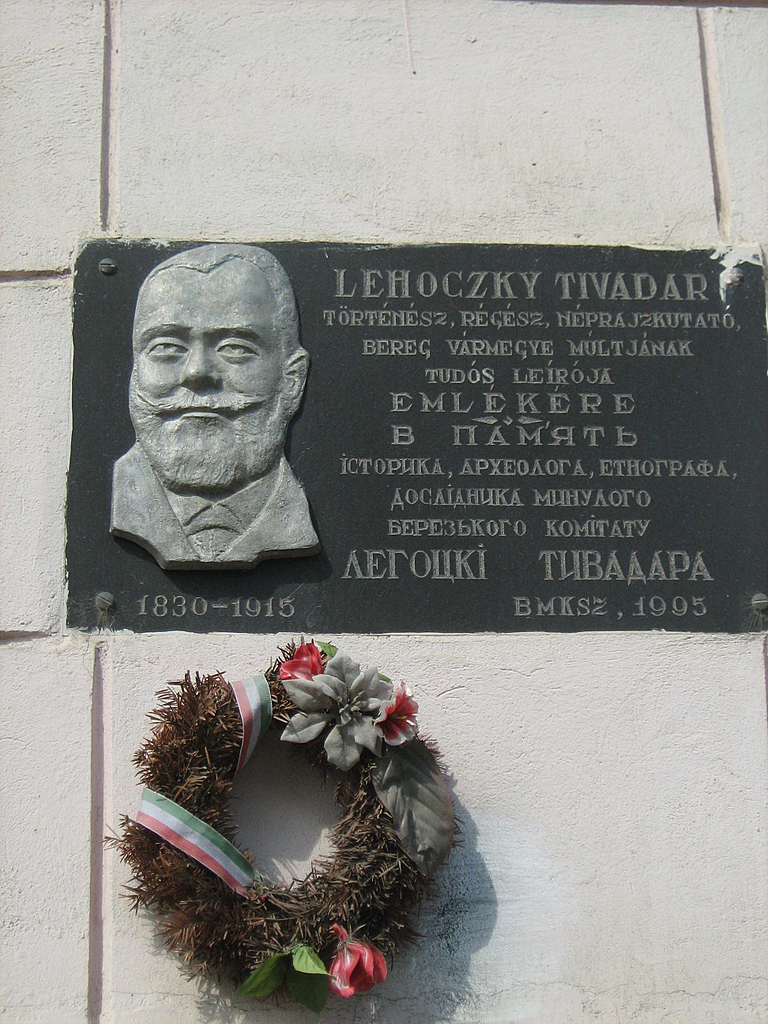
Lehoczky Tivadar emléktáblája Beregszászon

Lehoczky Tivadar (Fiume, 1830. október 5. – Munkács, 1915. november 5.) uradalmi főügyész, régész, történész, néprajzkutató, Bereg vármegye történetének kutatója.

## Élete
Gimnáziumot Rózsahegyen, bölcseletet Rozsnyón végzett. 1847 őszén a kassai akadémián kezdte meg a jogi tanulmányait, majd 1848. júniusában vizsgát tett és beállt honvédtüzérnek. Részt vett a budaméri, később a kassai, szegedi, illetve 1849. augusztus 9-én a temesvári és végül a lugosi ütközetekben. Facsétról, ahol augusztus 16-án a hadteste feloszlott, hazatért és folytatta tanulmányait, amelyet 1851-ben fejezett be. 1852-től a törvénykezési hivatalnoki pályán működött, 1856-ban bírói vizsgát tett. 1861-ben és 1863-ban ügyvédi vizsgát tett. 1865 után a munkácsi és beregszentmiklósi hitbizományi uradalmak (azelőtt Rákóczi-birtok) főügyésze lett.
1855-ben telepedett le Kárpátalján, Munkácson. Régészeti leleteket és érmeket gyűjtött, melyekből később múzeumot létesítettek. Több szakfolyóiratban is történelmi tárgyú írást jelentetett meg, főleg Bereg vármegyéről. Erdélyi János ösztönzésére 1864-től ukrán, szlovák közmondásokat, népdalokat is gyűjtött.
1867-ben a Magyar Történelmi Társulat megválasztotta igazgató-választmányi tagnak. Ásatásokat végzett Bereg, Ung, Ugocsa, Torna vármegyékben. Az 1876. őstörténelmi és embertani VIII. nemzetközi kongresszuson Budapesten bemutatta Bereg vármegye régészeti térképét és saját gyűjteményének egy részét. Tanulmányutakat tett Szerbiában és Romániában, 1867-ben, 1887-ben és 1889-ben Olaszországban, Franciaországban, Angliában, Németországban és Svájcban is. 1888-ban Kis-Ázsiában járt.
1876-ban a magyarországi műemlékek bizottságának kültagjává nevezték ki. A Kisfaludy-társaságnak alapító tagja. Az országos régészeti és embertani társulatnak, a heraldikai és genealógiai, illetve a magyarországi néprajzi társaságnak választmányi, a tiszafüredi régészeti egyletnek tiszteletbeli tagja volt.
1995-ben a Beregvidéki Magyar Kulturális Szövetség az egykori megyeházán avatott emléktáblát Lehoczky Tivadar tiszteletére. Az emléktábla Ortutay Zsuzsa szobrászművésznő műve. Az emléktábla bal oldalán Lehoczky Tivadar domborműve látható. Van emléktáblája a Szabolcs-Szatmár-Bereg vármegyei Barabás községben és szülővárosában, Fuzsinéban (itt volt az apja az erdészet dolgozója, tehát téves, hogy Fiuméban született!), a szülői ház falán. Mindkettő bronz domborműve Balogh Géza nyíregyházi szobrász alkotása.

## Művei
- 1864 Magyar-orosz népdalok. Sárospatak
- 1868 Tót népdalok. Pest
- 1876 Bereg vármegye leírása I. Budapest
- 1876 Magyar-orosz közmondások. Online
- 1881/1882 Beregvármegye monographiája. Ungvár (ism. Századok 1876, 1882)
- 1892 Adatok hazánk archaeologiájához, különös tekintettel Bereg vármegyére és környékére I. – Az őskortól a magyarok bejöveteléig. Munkács (ism. 1893: Századok, Archaeologiai Értesítő, Élet) Online
- 1897 Germánok emlékei Munkácsnál
- 1899 Beregmegye és a munkácsi vár 1848-1849-ben. Munkács
- 1904 A beregmegyei görögszertartású katholikus lelkészségek története a XIX. század végéig. Munkács
- 1907 Munkács város új monografiája
- 1912 A munkácsi vár rövid története
- A szolyvai hun sír. Arch. Ért. III, 201-206.
- Kézirata: Beregvármegye leírása új adatok alapján
- Bereg vármegye. Válogatás Lehoczky Tivadar írásaiból; összeáll., előszó, utószó Kobály József; Grazsda Kft., Ungvár, 1995
- Történelmi kalászok. Természeti és történeti nevezetességek; összeáll., bev. Kobály József; Karpati, Uzsgorod, 1997
- Adalékok Beregszász történetéhez; Kárpátaljai Magyar Kulturális Szövetség, Ungvár, 1999 (Clio)
- A beregmegyei görögszertartású katholikus lelkészségek története a XIX. század végéig; Kárpátaljai Magyar Kulturális Szövetség, Ungvár, 1999 (Clio)

## Emléke
- Beregszász, emléktábla
- Fuzsine (Horvátország), emléktábla
- Barabás, emléktábla
- Lehoczky Tivadar Intézet
- 2005 Jósa András Múzeumban Lehoczky-emlékezés